# La Primavera, Veracruz
La Primavera är en ort i Mexiko.   Den ligger i kommunen Misantla och delstaten Veracruz, i den sydöstra delen av landet, 240 km öster om huvudstaden Mexico City. La Primavera ligger 83 meter över havet och antalet invånare är 895.
Terrängen runt La Primavera är huvudsakligen lite kuperad. La Primavera ligger nere i en dal. Runt La Primavera är det ganska tätbefolkat, med 134 invånare per kvadratkilometer. Närmaste större samhälle är Misantla, 8,2 km söder om La Primavera. Omgivningarna runt La Primavera är en mosaik av jordbruksmark och naturlig växtlighet.